# Tutte storie
Tutte storie, conocido en su versión española como Todo historias, es el nombre del sexto álbum de estudio grabado por el cantautor italiano de los géneros Pop/rock Eros Ramazzotti. Fue lanzado al mercado bajo el sello discográfico BMG el 10 de agosto de 1993. Alcanzó el éxito en Italia, España y Latinoamérica.

## Personal
- Eros Ramazzotti – Vocals, Arreglista, Guitarras
- Piero Cassano – Arreglista, Programación, Productor
- Adelio Cogliati – Coproductor
- Celso Valli – Arreglista, Ingeniero, Realizador, Teclados
- Jai Winding - Piano, Órgano Hammond
- Antonio Baglio – Masterización
- Brandon Fields - Saxofón
- Steve Ferrone - Batería
- Luis Conte - Percusión
- Phil Palmer - Guitarra (Acústica), Guitarra (Eléctrica)
- Tiziano Dimastrogiovanni - Asistente de mezcla
- Pino Di Nardo - Asistente de mezcla
- Luca Bignardi - Ingeniero de grabación (sonido), mezcla
- Alberto "Skizzo" Bonardi - Ingeniero de grabación (voces)
- Massimo Carpani - Ingeniero de grabación (voces en italiano)
- Gordon Lyon - Ingeniero de mezcla
- Steve Farris - Guitarra (Acústica), Guitarra (Eléctrica)
- Tony Levin - Bajo (Eléctrico)
- Neil Stubenhaus - Bajo (Eléctrico)
- Aida Cooper - Voz (bckgr)
- Antonella Pepe - Voz (bckgr)
- Clydene Jackson-Edwards - Voz (bckgr)
- Jim Gilstrap - Voz (bckgr)
- Joe Pizzulo - Voz (bckgr)
- Julia Waters - Voz (bckgr)
- Luca Jurman - Voz (bckgr)
- Myrna Matthews - Voz (bckgr)
- Renzo Meneghinello - Voz (bckgr)
- Ricky Nelson - Voz (bckgr)
- Giamba Lizzori - Asistente de producción
- Emanuela Cortesi - Voz (bckgr)
- Luca Jurman - Voz (bckgr)
- Moreno Ferrara - Voz (bckgr)
- Beth Andersen - Voz (bckgr)
- Roy Gallaway - Voz (bckgr)
- Stefano Bozzetti - Segunda voz en "In Compagnia"
- Alberto Garcia Demestres - Adaptación al castellano
- Ignacio Ballesteros - Adaptación al castellano
- Anastasia - Dirección de arte y Diseño gráfico

## Lista de canciones
Las canciones que componen el álbum son:
1. «Cose della vita» (Cosas de la vida) - 4:50
2. «A mezza via» (A medio camino) - 5:37
3. «Un'altra te» (Otra como tú) - 4:40
4. «Memorie» (Memoria)- 4:50
5. «In compagnia» (En compañía) - 4:38
6. «Un grosso no» (Un fuerte no) - 5:04
7. «Favola» (Fábula) - 4:20
8. «Non c'è più fantasia» (Ya no hay fantasía) - 3:51
9. «Nostalsong» - 4:27
10. «Niente di male» (Nada de malo) - 4:02
11. «Esodi» (Exodos) - 4:31
12. «L'ultima rivoluzione» (La última revolución) - 4:13
13. «Silver e Missie» (Silver y Missie) - 4:25